# Изоритмия

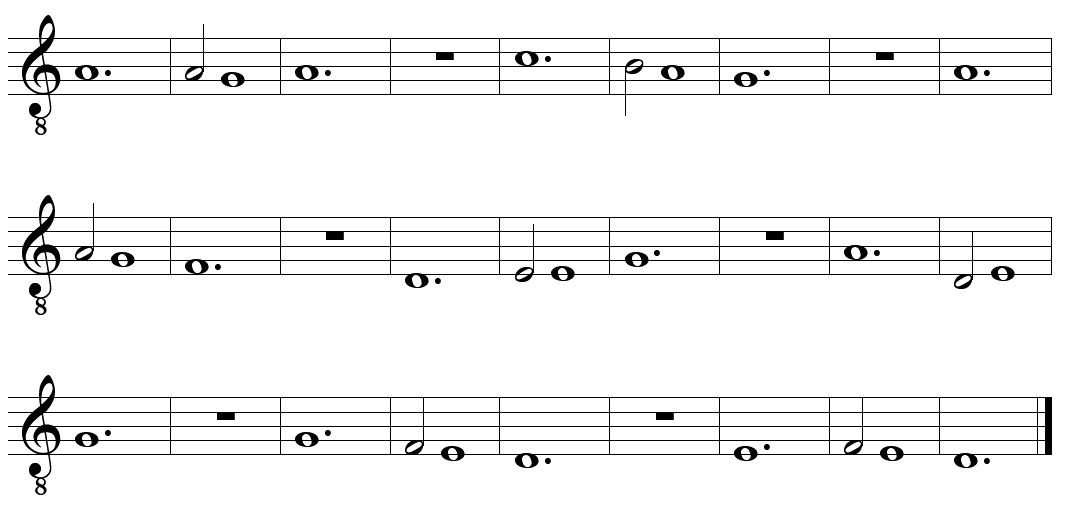
Изоритмический тенор из первой части Kyrie eleison мессы Нотр-Дам Гильома де Машо (c. 1360). Звучание 28 нот распределяется на четырёхнотный шаблон talea, который повторяется семь раз.

Изоритми́я (нем. Isorhythmie) — техника композиции в европейской многоголосной музыке XIV—XV веков, выражающаяся в остинатном проведении ритмической формулы, независимо от звуковысотной линии.

## Краткая характеристика
Термин введён в 1904 г. Фридрихом Людвигом. Повторяемая (как правило, в теноре) ритмическая фигура называется та́лья (от позднелат. talea — «отрезок»), повторяемая мелодия — ко́лор (позднелат. значение слова color — «орнаментальное повторение»). Виды соотношений тальи и колора разнообразны. Наиболее типичен случай, когда на одно проведение колора приходится 3-4 тальи. В более сложных случаях синхронизации (2 колора на 3 тальи, 3 колора на 4 тальи) смысл комбинационной игры (автономного) ритма и (автономной) мелодии в том, что длительности тальи при возобновлении всякий раз приходятся на разные высо́ты. «Изоритмическими» также называются сочинения, в которых повторяются только ритмические модели (повтора мелодических моделей нет), при этом границы ритмической остинатной формулы не совпадают с границами мелодических фраз.
В истории науки первым, кто кратко описал технику изоритмии и употребил основные термины, был Иоанн де Мурис (или ученик его школы), в трактате «Libellus cantus mensurabilis» («Книжечка о мензуральной музыке», ок. 1340). Первые яркие художественные образцы изоритмии находятся в (12 из 15) мотетах Филиппа де Витри. В творчестве Гильома де Машо изоритмия достигла вершины развития — она применяется в частях Kyrie, Sanctus, Agnus, Ite мессы «Нотр-Дам», в гокете «Давид», даже в песенных жанрах (панизоритмия в балладе «S’Amours ne fait par»). В большинстве мотетов Машо изоритмия имеет формообразующее значение.
Исключительное разнообразие в «изоритмической форме» (термин М. А. Сапонова) достигается изысканными приёмами ритмического и мелодического варьирования, в том числе типичны ритмическое уменьшение тальи (диминуция) к концу сочинения, обычно достигаемое путём смены мензуры и темпуса (см. Мензуральная нотация). У Иоанна Чиконии, Джона Данстейбла, Гийома Дюфаи, Уолтера Фрая и во многих безымянных сочинениях изоритмия отмечается преимущественно в мотетах (как в анонимном политекстовом мотете конца XIV века в честь великих музыкантов «Sub Arturo plebs vallata / Fons citharizancium»).
В пьесах французской рукописи Ivrea (Bibl. Capitolare, 115) 2-й половины XIV века, у Машо (в мотете № 13) и французских композиторов периода Ars subtilior («A virtutis/Ergo beata/Benedicta filia» Жана Сезари́) встречается так называемая тотальная изоритмия, когда все голоса многоголосного целого имеют свои тальи (В. Апель назвал этот вид техники «пан-изоритмией»).
Изоритмия как один из принципов композиционной обработки cantus firmus встречается в XVI веке (например, в мотетах Жоскена Депре и А. Вилларта). Изоритмия как техника композиции изредка встречается в музыкальных сочинениях XX века, например, у Арво Пярта.

## Другие значения термина
Некоторые англоязычные авторы понимают «изоритм» (англ. isorhythm) как синоним ритмического остинато. В этом значении в энциклопедии Британника термин «изоритм» употребляется по отношению к песням участников культов пейота в Северной Америке.